# Fred Perry
Fred Perry — английская компания, занимающаяся спортивной одеждой. Основана английским теннисистом Фредом Перри в 1952 году. 

## История
В конце 1940-х годов к Фреду Перри обратился Тибби Вэгнер, бывший австрийский футболист, у которого появилась идея продавать эластичную ленту от пота с именем Фреда Перри. Фред использовал марлевую повязку на запястье, чтобы защищать рукоятку ракетки от пота. Оригинальная лента от пота была изготовлена из махрового материала и «весила целую тонну», как писал Фред в автобиографии. Прототип ленты нового дизайна был изготовлен в городе Лестер. Он был лёгким, мягким и гибким. С этого момента Фред и Тибби начали своё совместное дело. Они рекламировали свои ленты от пота, раздавая их ведущим игрокам на лучших турнирах мира, убеждая носить их на корте. Игроки надевали их, и компания Fred Perry Sportswear получила признание.
Вскоре Фред и Вэгнер расширили производство, начав выпуск спортивных рубашек Fred Perry. Фирменная символика Fred Perry была умело разрекламирована через раздачу рубашек операторам телеканала BBC на турнирах, в то время как Фред Перри и Дэн Маскелл надевали эти рубашки, работая в качестве комментаторов. Рубашки раздавались всем ведущим игрокам; в ту эпоху царили Хоуд, Розуэлл и молодые австралийцы, которые были только рады получить новые спортивные рубашки, поскольку они выглядели лучше, чем мешковатые и плохо сидящие альтернативные изделия.
Люди стали узнавать логотип Fred Perry, он ассоциировался у них с Уимблдоном, теннисным турниром номер один в мире, и с лучшими теннисистами планеты. Это был качественный продукт, покупатели видели это и покупали. Хлопковое пике со своей напоминающей соты структурой оказалось идеальным материалом для теннисных соревнований.

## Лавровый венок
Лавровый венок на рубашке Fred Perry превратился в одну из самых узнаваемых и признанных эмблем в мире моды. Своим происхождением лавровый венок обязан спортивному прошлому Фреда Перри, бывшего трехкратным победителем Уимблдонского турнира и обладателем Кубка Дэвиса.
Первоначально Фред задумал логотип в виде курительной трубки. Будучи заядлым курильщиком, он полагал, что этот предмет — один из тех, которые наиболее ярко ассоциируются с его образом, и хотел сделать эмблемой своей молодой компании по производству спортивных товаров именно трубку. К счастью, его австрийский партнер по бизнесу, Тибби Вэгнер, сумел отговорить его от этой идеи, так как считал, что «девушкам это не понравится». В качестве альтернативы Вэгнер обратил внимание на клубный пиджак Фреда, украшенный по традиции клуба «чемпионским» венком. Фред связался с директором Уимблдонского Клуба, а тот не только не возразил, но посчитал весьма лестным, что столь именитый теннисист будет использовать их символ и подарил Фреду права на венок — классический символ награды для самых достойных.

## Икона британского стиля
С годами марка набирала популярность, проникая не только в загородные клубы, но и в умы околомузыкальных течений. К поло добавились новые продукты: особые кеды для настольного тенниса, популярные в среде «модов» мотоциклетные куртки-харрингтоны, платья в теннисном стиле, традиционный английский трикотаж и бесконечные вариации поло. С 2000 появилась «дизайнерская линия» — Laurel Wreath и началось постоянное сотрудничество с дизайнерскими именами — сначала с японской группой Comme des Garçons, а затем с целой плеядой модельеров Лондонской Недели Моды. А накануне столетия Фреда, марка начала сотрудничество с одним из наиболее влиятельных мужских модельеров — Рафом Симонсом. Многолетняя связь с музыкой так же сделала своё дело — специальные коллекции для Fred Perry делали музыканты. Пол Уэллер (The Jam, Style Counsil) разработал свою рубашку, а Терри Холл (The Specials) — свитер. В 2012 году была анонсирована совместная коллекция с группой No Doubt.